# 불량 커플
《불량커플》은 2007년 6월 2일부터 2007년 7월 22일부터 방영된 SBS 주말 특별기획 드라마이다.

## 등장 인물

### 주요 인물
- 신은경 : 김당자 역 - 패션잡지 편집장
- 류수영 : 최기찬 역
- 변정수 : 나돌순 역 - 당자의 친구
- 최정윤 : 한영 역 - 당자의 친구

### 주변 인물
- 박상민 : 김윤석 역 - 한영의 남편
- 채민서 : 김세연 역 - 김윤석의 내연녀
- 유건 : 서준수 역 - 한영의 가짜 애인
- 김하균 : 조용구 역 - 나돌순의 남편
- 황금희 : 안정숙 역 - 집안끼리 최기찬과 결혼을 약속한 사이
- 김향기 : 조연두 / 이연두 역 - 나돌순과 조영구의 딸
- 전원주 : 일곱쌍둥이 역 - 무당, 의사, 식당주인, 마담뚜, 다단계업자 등
- 이선진 : 조윤희 역 - 당자의 직장 동료

### 그 외 인물
- 한인수 : 대천 역
- 안해숙 : 한씨 역
- 조아라 : 서은자 역
- 우경하 : 강지나 (지나 강) 역
- 김수겸 : 김새미 역
- 신주아 : 이소영 역
- 강이석 : 김이찬 역
- 김인서 : 당자의 비서 역
- 박지언 : 어린 당자 역
- 허인영
- 김결